# Universität Agadez
Die Universität Agadez (französisch Université d’Agadez) ist eine staatliche Universität in der Stadt Agadez in Niger.

## Geschichte
Die Universität Agadez wurde durch ein Gesetz vom 19. August 2014 gegründet, mit dem auch die Universität Diffa, die Universität Dosso und die Universität Tillabéri geschaffen wurden. Die neuen Universitäten sollten jeweils einen Themenbereich hervorheben, der die Potenziale der Region, in der sie angesiedelt wurden, widerspiegelte. Im Fall der Region Agadez war dies die Ausbeutung von Bodenschätzen, die zur Spezialisierung eines Universitätsinstituts auf fossile und erneuerbare Energien führte. Der Gründungsrektor Ibrahim Natatou wurde am 16. Januar 2015 ernannt. Er nahm im Februar 2015 seine Arbeit auf.
Der akademische Betrieb begann im Oktober 2015. Die Universität wurde zu Beginn in Räumlichkeiten der Bergbauschule Ecole des Mines de l’Aïr untergebracht. Später nutzte sie auch Klassenräume in mehreren Mittelschulen in Agadez. Die Anzahl der Studierenden stieg von 150 im Studienjahr 2015/2016 auf 619, darunter 57 Frauen, im Studienjahr 2018/2019. Am 21. Juli 2022 wurde Mahaman Moustapha Adamou zum Nachfolger von Ibrahim Natatou als Rektor ernannt. Ihm folgte am 24. August 2023 Sama Arjika als Rektor nach.

## Abteilungen
- Naturwissenschaftliche Fakultät
- Technisches Universitätsinstitut[6]